# نيو بدفورد

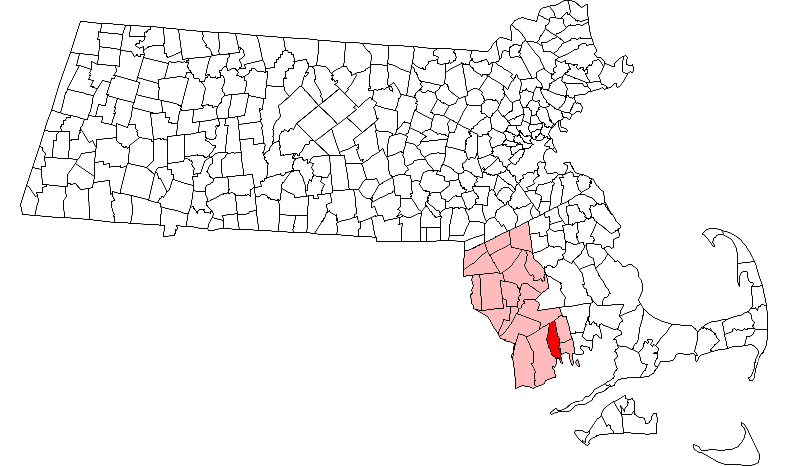
موقع مدينة نيو بدفورد في ولاية ماساشوستس باللون الأحمر الغامق

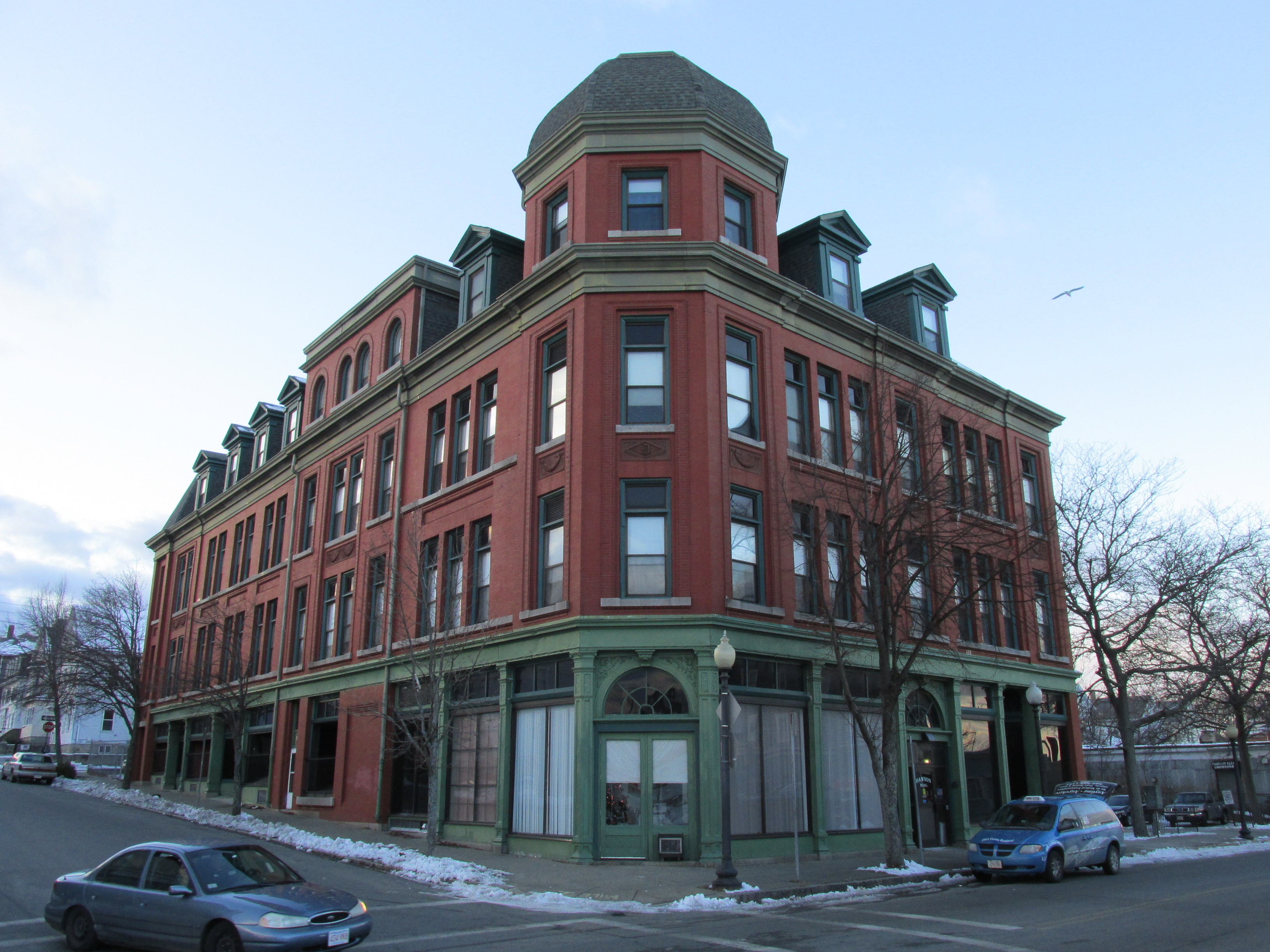
عمارة داسون التي تقع في 1851 بُرْتْشاس ستريت. بنيت في عام 1896.

نيو بدفورد (بالإنجليزية: New Bedford)‏ وهي مدينة أمريكية تقع في مقاطعة بريستول بولاية ماساتشوستس حيث تقع مدينة نيو بدفورد على بعد 82 كلم إلى الجنوب من مدينة بوسطن وعلى بعد 28 كلم في الجنوب الشرقي من مدينة بروفيدنس وعلى بعد 19 كلم إلى الشرق من فول ريفر. يبلغ عدد سكان مدينة نيو بدفورد حوالي 91365 حسب إحصائيات سنة 2008 .

## التركيبة السكانية
حدّد مكتب تعداد الولايات المتحدة بيانات التركيبة السكانية لنيو بدفورد في تعداد الولايات المتحدة. في ما يلي، التركيبة السكانية حسب تعدادي 2000 و2010.

### تعداد عام 2000
بلغ عدد سكان نيو بدفورد 93,768 نسمة بحسب تعداد عام 2000، وبلغ عدد الأسر 38,178 أسرة وعدد العائلات 24,083 عائلة مقيمة في المدينة. في حين سجلت الكثافة السكانية 1,500.3 نسمة لكل كيلومتر مربع (3,885.8/ميل2). وبلغ عدد الوحدات السكنية 41,511 وحدة بمتوسط كثافة قدره 664.2 لكل كيلومتر مربع (1,720.3/ميل2).
وتوزع التركيب العرقي للمدينة بنسبة 78.86% من البيض و4.39% من الأمريكيين الأفارقة و0.62% من الأمريكيين الأصليين و0.65% من الأمريكيين ذوي الأصول الآسيوية و0.05% من سكان جزر المحيط الهادئ و9.51% من الأعراق الأخرى و5.92% من عرقين مختلطين أو أكثر و10.21% من الهسبانيون أو اللاتينيون من أي عرق.
بلغ عدد الأسر 38,178 أسرة كانت نسبة 34.1% منها لديها أطفال تحت سن الثامنة عشر تعيش معهم، وبلغت نسبة الأزواج القاطنين مع بعضهم البعض 39.5% من أصل المجموع الكلي للأسر، ونسبة 18.9% من الأسر كان لديها معيلات من الإناث دون وجود شريك، بينما كانت نسبة 4.6% من الأسر لديها معيلون من الذكور دون وجود شريكة وكانت نسبة 36.9% من غير العائلات. تألفت نسبة 31.6% من أصل جميع الأسر من عدة أفراد يعيشون في نفس المنزل ونسبة 13.6% كانت تتألف من شخص يعيش بمفرده يبلغ من العمر 65 عاماً أو أكثر. وبلغ متوسط حجم الأسرة المعيشية 2.40، أما متوسط حجم العائلات فبلغ 3.01.
بلغ العمر الوسطي للسكان 35.9 عاماً. وكانت نسبة 24.8% من القاطنين تحت سن الثامنة عشر، وكانت نسبة 9.4% بين الثامنة عشر والرابعة والعشرين عاماً، ونسبة 28.4% كانت واقعةً في الفئة العمرية ما بين الخامسة والعشرين والرابعة والأربعين عاماً، ونسبة 19.9% كانت ما بين الخامسة والأربعين والرابعة والستين، ونسبة 15.4% كانت ضمن فئة الخامسة والستين عاماً فما فوق. يوجد لكل 100 أنثى 89.5 ذكر، ويوجد لكل 100 أنثى في الثامنة عشر من عمرها فما فوق 84.8 ذكر.
بلغ متوسط دخل الأسرة في المدينة 27,569 دولارًا، أما متوسط دخل العائلة فبلغ 35,708 دولارًا. وكان متوسط دخل الذكور 31,388 دولارًا مقابل 22,278 دولارًا للإناث. وسجل دخل الفرد الخاص بالمدينة 15,602 دولارًا. وكانت نسبة 17.3% من العائلات ونسبة 20.2% من السكان تحت خط الفقر، وكان من هؤلاء نسبة 29.5% تحت سن الثامنة عشر ونسبة 15.7% في الخامسة والستين من العمر وما فوق.

### تعداد عام 2010
بلغ عدد سكان نيو بدفورد 95,072 نسمة بحسب تعداد عام 2010، وبلغ عدد الأسر 38,761 أسرة وعدد العائلات 23,334 عائلة مقيمة في المدينة. في حين سجلت الكثافة السكانية 1,521.2 نسمة لكل كيلومتر مربع (3,939.9/ميل2). وبلغ عدد الوحدات السكنية 42,933 وحدة بمتوسط كثافة قدره 686.9 لكل كيلومتر مربع (1,779.1/ميل2).
وتوزع التركيب العرقي للمدينة بنسبة 74.47% من البيض و6.40% من الأمريكيين الأفارقة و1.28% من الأمريكيين الأصليين و0.94% من الأمريكيين ذوي الأصول الآسيوية و0.05% من سكان جزر المحيط الهادئ و11.18% من الأعراق الأخرى و5.68% من عرقين مختلطين أو أكثر و16.74% من الهسبانيون أو اللاتينيون من أي عرق.
بلغ عدد الأسر 38,761 أسرة كانت نسبة 31.8% منها لديها أطفال تحت سن الثامنة عشر تعيش معهم، وبلغت نسبة الأزواج القاطنين مع بعضهم البعض 34.2% من أصل المجموع الكلي للأسر، ونسبة 20% من الأسر كان لديها معيلات من الإناث دون وجود شريك، بينما كانت نسبة 6% من الأسر لديها معيلون من الذكور دون وجود شريكة وكانت نسبة 39.8% من غير العائلات. تألفت نسبة 32.4% من أصل جميع الأسر من عدة أفراد يعيشون في نفس المنزل ونسبة 12.1% كانت تتألف من شخص يعيش بمفرده يبلغ من العمر 65 عاماً أو أكثر. وبلغ متوسط حجم الأسرة المعيشية 2.40، أما متوسط حجم العائلات فبلغ 3.02.
بلغ العمر الوسطي للسكان 36.6 عاماً. وكانت نسبة 23.2% من القاطنين تحت سن الثامنة عشر، وكانت نسبة 10.1% بين الثامنة عشر والرابعة والعشرين عاماً، ونسبة 27.4% كانت واقعةً في الفئة العمرية ما بين الخامسة والعشرين والرابعة والأربعين عاماً، ونسبة 24.7% كانت ما بين الخامسة والأربعين والرابعة والستين، ونسبة 14.6% كانت ضمن فئة الخامسة والستين عاماً فما فوق. وتوزع التركيب الجنسي للسكان بنسبة 48% ذكور و52% إناث.

## المناخ
يظهر الجدول التالي التغييرات المناخية على مدار السنة لنيو بدفورد:
| البيانات المناخية لـنيو بدفورد    | البيانات المناخية لـنيو بدفورد | البيانات المناخية لـنيو بدفورد | البيانات المناخية لـنيو بدفورد | البيانات المناخية لـنيو بدفورد | البيانات المناخية لـنيو بدفورد | البيانات المناخية لـنيو بدفورد | البيانات المناخية لـنيو بدفورد | البيانات المناخية لـنيو بدفورد | البيانات المناخية لـنيو بدفورد | البيانات المناخية لـنيو بدفورد | البيانات المناخية لـنيو بدفورد | البيانات المناخية لـنيو بدفورد | البيانات المناخية لـنيو بدفورد |
| الشهر                             | يناير                          | فبراير                         | مارس                           | أبريل                          | مايو                           | يونيو                          | يوليو                          | أغسطس                          | سبتمبر                         | أكتوبر                         | نوفمبر                         | ديسمبر                         | المعدل السنوي                  |
| --------------------------------- | ------------------------------ | ------------------------------ | ------------------------------ | ------------------------------ | ------------------------------ | ------------------------------ | ------------------------------ | ------------------------------ | ------------------------------ | ------------------------------ | ------------------------------ | ------------------------------ | ------------------------------ |
| الدرجة القصوى °ف (°م)             | 67 (19)                        | 69 (21)                        | 80 (27)                        | 96 (36)                        | 98 (37)                        | 102 (39)                       | 103 (39)                       | 107 (42)                       | 94 (34)                        | 90 (32)                        | 79 (26)                        | 74 (23)                        | 107 (42)                       |
| متوسط درجة الحرارة الكبرى °ف (°م) | 37.5 (3.1)                     | 37.8 (3.2)                     | 45.1 (7.3)                     | 54.6 (12.6)                    | 65.4 (18.6)                    | 74.4 (23.6)                    | 80.0 (26.7)                    | 78.6 (25.9)                    | 72.2 (22.3)                    | 62.5 (16.9)                    | 51.8 (11.0)                    | 41.1 (5.1)                     | 58.4 (14.7)                    |
| المتوسط اليومي °ف (°م)            | 30.5 (−0.8)                    | 30.7 (−0.7)                    | 38.1 (3.4)                     | 47.1 (8.4)                     | 57.4 (14.1)                    | 66.4 (19.1)                    | 72.3 (22.4)                    | 71.2 (21.8)                    | 64.6 (18.1)                    | 54.9 (12.7)                    | 44.9 (7.2)                     | 34.9 (1.6)                     | 51.0 (10.6)                    |
| متوسط درجة الحرارة الصغرى °ف (°م) | 23.5 (−4.7)                    | 23.5 (−4.7)                    | 31.1 (−0.5)                    | 39.5 (4.2)                     | 49.3 (9.6)                     | 58.3 (14.6)                    | 64.7 (18.2)                    | 63.8 (17.7)                    | 57.1 (13.9)                    | 47.3 (8.5)                     | 38.1 (3.4)                     | 27.5 (−2.5)                    | 43.6 (6.4)                     |
| أدنى درجة حرارة °ف (°م)           | −10 (−23)                      | −12 (−24)                      | 4 (−16)                        | 16 (−9)                        | 31 (−1)                        | 39 (4)                         | 47 (8)                         | 39 (4)                         | 30 (−1)                        | 20 (−7)                        | 8 (−13)                        | −11 (−24)                      | −12 (−24)                      |
| الهطول إنش (مم)                   | 4.0 (100)                      | 3.5 (89)                       | 4.2 (110)                      | 3.8 (97)                       | 3.2 (81)                       | 3.3 (84)                       | 2.9 (74)                       | 4.2 (110)                      | 3.3 (84)                       | 3.3 (84)                       | 4.0 (100)                      | 4.1 (100)                      | 43.8 (1٬110)                   |
| متوسط تساقط الثلوج إنش (سم)       | 9.5 (24)                       | 9.7 (25)                       | 5.9 (15)                       | 1.2 (3.0)                      | —                              | —                              | —                              | —                              | —                              | —                              | 0.9 (2.3)                      | 7.5 (19)                       | 32.7 (83)                      |
| متوسط أيام هطول الأمطار           | 11                             | 10                             | 11                             | 11                             | 11                             | 10                             | 9                              | 9                              | 8                              | 8                              | 10                             | 11                             | 119                            |
| المصدر:                           |                                |                                |                                |                                |                                |                                |                                |                                |                                |                                |                                |                                |                                |

## توأمة
لنيو بدفورد اتفاقيات توأمة مع كل من:
- فونشال
- كوكسهافن

## أعلام
- كليفورد ارين أشلي
- ناثان بور
- هنري مارتين ديكستر
- توماس د. ألين
- أرني أوليفر
- تشارلز إس. راندال
- هيتى جرين
- كوين سوليفان
- إروين جاكوبس
- ويليام فوستر ناي